# UNI CEI EN 15900:2010
La norma UNI CEI EN 15900:2010 è la norma italiana in tema di "Servizi di efficienza energetica - Definizioni e requisiti". La norma è la versione ufficiale in lingua inglese della norma europea EN 15900 (edizione maggio 2010) e specifica le definizioni e i requisiti minimi per un servizio di miglioramento dell'efficienza energetica. Non vengono descritti i requisiti del fornitore del servizio (oggetto della norma UNI CEI 11352), ma vengono individuate le principali fasi del processo di fornitura del servizio e ne vengono evidenziati i requisiti fondamentali.